# Ștefan Mihăilescu-Brăila
Ștefan Mihăilescu-Brăila (n. 3 februarie 1925, Brăila, România – d. 19 septembrie 1996, București, România) a fost un actor român, artist emerit.

## Biografie
S-a născut pe 3 februarie 1925, la Brăila într-o casă de pe strada Tudor Vladimirescu, fiind al șaselea copil din cei șapte din familia inginerului Ștefan Mihăilescu-Brăila (1893-1981) și a soției sale, Rodica Popescu (1900-1986). El a urmat cursurile primare și secundare în orașul natal.

### Teatru
Ștefan Mihăilescu-Brăila s-a dedicat carierei scenice de timpuriu. Din 1949 până în 1954 a jucat la Teatrul „Maria Filotti” din Brăila, în spectacole ca La Ilie bun și vesel de Ion Damian, O scrisoare pierdută de I. L. Caragiale, Poveste de dragoste de Margarita Aligher, Burghezul gentilom de Molière, Bădăranii de Carlo Goldoni, Nunta lui Krecinski de Suhovo Kobalin și Ultima oră de Mihail Sebastian.

### Cinematografie
Debutează în cinema în 1957, jucând apoi, cu o inegalabilă măiestrie artistică, în cele mai reușite comedii din cinematografia românească: Ciocolată cu alune (1978), Păcală, în 1974, Nea Mărin miliardar, în 1979, Elixirul tinereții, în 1978. Bachus din filmul Secretul lui Bachus (1984), realizat de regizorul Geo Saizescu, a fost ultimul mare rol al lui Ștefan Mihăilescu-Brăila. «Am lucrat cu cei mai buni actori ai timpului. Pleiada de aur. Pentru rolul lui „Bachus”, l-am „ochit” încă de la început pe Ștefan Mihăilescu Brăila. Era extraordinar! A studiat rolul și apoi a intrat perfect, din prima, în pielea lui „Bachus”. Capătă o privire de gheață care parcă tăia ca un laser», spunea Geo Saizescu despre actorul brăilean.

### Radio și televiziune
Ștefan Mihăilescu-Brăila a fost și prezentator a numeroase emisiuni de teatru și divertisment la radio și televiziune.

### Sfârşitul vieții
Actorul a decedat la 19 septembrie 1996, în București și a fost incinerat.

## Distincții
- titlul de Artist Emerit al Republicii Populare Romîne (13 ianuarie 1964) „pentru merite deosebite în activitatea desfășurată in domeniul teatrului, muzicii și artelor plastice”[3]
- Ordinul Meritul Cultural clasa a III-a (6 noiembrie 1967) „pentru merite deosebite în domeniul artei dramatice”[4]

## Teatru (selecție)

### Teatru radiofonic (selecție)
- Trenurile mele de Tudor Mușatescu, ca Morărescu Tarabana

## Filmografie
- Alo?... Ați greșit numărul! (1958)
- Când primăvara e fierbinte (1960)
- Portretul unui necunoscut (1960)
- O zi pierdută (1960)
- Darclée (1960)
- A fost prietenul meu (1961)
- Omul de lângă tine (1961)
- Porto-Franco (1961)
- Celebrul 702 (1962)
- Politică cu... delicatese (sm, 1964)
- Camera albă (1964)
- Comoara din Vadul Vechi (1964)
- Titanic-Vals (1965)
- Răscoala (1966)
- Vremea zăpezilor (1966)
- Cine va deschide ușa? (1967) - Tatăl
- Maiorul și moartea (1967)
- Corigența domnului profesor (1968)
- [[Zile de vară)) (1968)- Vasile Popescu
- Căldura (1969)
- Doi bărbați pentru o moarte (1970)
- Ciuta, teatru TV (1970)
- Asediul (1971)
- Frații (1971)
- Urmărirea (1971) - serial TV
- Atunci i-am condamnat pe toți la moarte (1972)
- Astă seară dansăm în familie (1972)
- Cu mîinile curate (1972) - Buciurligă
- Bufetul "La Senat" (1973) - film TV
- Proprietarii (1973)
- Dincolo de nisipuri (1974)
- Păcală (1974)
- Un comisar acuză (1974)
- Tatăl risipitor (1974)
- Un zâmbet pentru mai târziu (1974)
- Elixirul tinereții (1975)
- Mastodontul (1975)
- Lupușor și Mieluțu (1975) - film TV
- Alarmă în Deltă (1976)
- Gloria nu cântă (1976)
- Revoltă în cosmos (1976, Im Staub der Sterne) - Xik
- Un text cu bucluc (1976) - film TV
- Serenadă pentru etajul XII (1976)
- Accident (1977) - Stan Glamnicu
- Misterul lui Herodot (1977)
- Fata bună din cer (1977)
- Eu, tu, și... Ovidiu (1978)
- Septembrie (1978)
- Das Verschollene Inka-Gold - Omul de aur - film TV (1978)
- Nea Mărin miliardar (1979) - bossul nr. 2
- Clipa (1979)
- Ciocolată cu alune (1979)
- Mihail, cîine de circ (1979)
- Ora zero (1979)
- Șapca și pălăria (1979) - serial TV
- Singur printre prieteni (1979)
- Fiul munților (1981)
- Duelul (1981) - Pricop
- Destine romantice (1982)
- Grăbește-te încet (1982)
- Buletin de București (1983)
- Secretul lui Bachus (1984) - Bachus
- Sosesc păsările călătoare (1985)
- Dănilă Prepeleac (1996)